# Carlo Luigi Morichini
Carlo Luigi Morichini (1805-1879) foi um cardeal romano.

## Biografia
Nascido em 21 de novembro de 1805 em Roma,  ele era filho do notável médico romano Domenico Lino Morichini (1773-1837). Ele estudou filosofia e direito por sete anos (1822-1818) na Universidade de Roma, La Sapienza, e recebeu o grau de Doutor in utroque iure. Mais tarde, ele foi premiado com um doutorado em teologia. Foi ordenado sacerdote em 20 de dezembro de 1828.

## Primeiro emprego
Obteve o cargo de secretário do Auditor da Sagrada Rota Romana, Mons. Pietro Marini. Morichini foi vice-presidente do Ospizio apostolico di S. Michele em Roma. Em 1833 foi nomeado Referendário do Tribunal das Duas Assinaturas. Ele também se tornou um oficial (ponente) da Sagrada Congregação do Bom Governo.

## Diplomata e ministro do governo
Em 1845 foi nomeado Núncio Apostólico na Baviera com residência em Munique, e arcebispo titular latino de Nisibis pelo Papa Gregório XVI  Sua nomeação durou menos de dois anos (1845-1847). Em 1847, foi nomeado Tesoureiro Geral da Reverenda Camera Apostolica, o que o tornou responsável pelo orçamento dos Estados Pontifícios, que era deficitário e dependia de empréstimos bancários para as despesas correntes.
Em 10 de março de 1848, foi anunciado o novo Conselho de Estado dos Estados Papais. Sob a presidência do cardeal Giacomo Antonelli, o arcebispo Morichini foi nomeado vice-presidente e ministro das Finanças. Seu orçamento foi imediatamente arruinado pelas notícias da revolução em Paris em fevereiro, e a consequente retirada do financiamento bancário.  Seu ministério não durou muito. Em abril de 1848, ele renunciou. Em 1848 foi enviado em missão diplomática pelo Papa Pio IX para mediar entre a Austro-Hungria e o Piemonte.

## Cardinalato
Ele foi criado Cardeal pelo Papa Pio IX no Consistório de 15 de março de 1852, e foi designado a igreja titular de San Onofrio em 18 de março. Foi nomeado bispo de Jesi, diocese diretamente sufragânea da Santa Sé; ele foi autorizado a manter o título de arcebispo.
Em 29 de setembro de 1860, a fortaleza papal de Ancona rendeu -seàs forças de Victor Emanuel II Em 17 de março de 1861 foi proclamado rei da Itália e em 27 de março a cidade de Roma foi proclamada capital da Itália. Nada foi deixado para o Papa governar, fora da própria cidade de Roma. O governo anticlerical de Turim imediatamente começou a perseguir aqueles que eram fiéis ao papado. Em 23 de abril de 1864, o cardeal Morichini foi preso em seu palácio episcopal em Jesi. Ele protestou que um cardeal só poderia ser julgado pelo papa e foi ignorado. Durante a noite foi removido para Ancona, onde foi preso. A acusação era de que ele estava se correspondendo com uma potência estrangeira. A "potência estrangeira" acabou por ser a Penitenciária Apostólica de Roma, com a qual Morichini realmente se correspondia, em um assunto puramente espiritual, providenciar uma consulta entre a Penitenciária e um de seus sacerdotes sobre um assunto levantado em uma confissão sacramental. Dois dos cônegos da catedral também foram presos e interrogados. O cardeal foi libertado em 10 de maio, tendo sido exonerado. Em seu retorno a Jesi, houve manifestações anticlericais. Todo o incidente foi um esforço para intimidar os líderes do partido papal no território recém-anexado pelo governo de Turim. Um incidente semelhante foi arranjado para o bispo de Spoleto.
Participou do Concílio Vaticano I (1869-1870).
Ele foi transferido para a arquidiocese de Bolonha em 1871 por Pio IX. Ele renunciou a essa sé em 22 de dezembro de 1876, tendo sido nomeado Cardeal Secretário de Memoriais da Cúria Romana. Tornou-se cardeal- bispo de Albano em 12 de março de 1877.
Ele participou do conclave de 1878. Em 15 de julho de 1878, foi nomeado Prefeito do Supremo Tribunal da Assinatura da Justiça pelo novo papa Leão XIII (Pecci).
Ele morreu em Roma em 26 de abril de 1879, e foi enterrado no cemitério Campo Verano.

## Autor
Morichini foi o autor de: Di Giovanni Borgi mastro muratore detto Tatagiovanni e del suo ospizio per gli orfani abbandonati memoria dell'ab. Carloluigi Morichini (Roma: Tipografia Marini 1830); Degl'istituti di pubblica carità ed istruzione primaria e delle prigioni in Roma libri tre (em italiano). Vol. 2 vol. Roma: Marini. 1842. Ele também foi um poeta publicado: La Via Crucis di Gesu Cristo Signor Nostro elegie latine dell'eminentissimo cardinale Carlo Luigi Morichini (em italiano e latim). Bolonha: Dica. Pontifícia Mareggiani. 1872.